# Krzysztof Teryfter
Krzysztof Teryfter (ur. 6 kwietnia 1958) – oficer polskiej Marynarki Wojennej w stopniu kontradmirała w stanie spoczynku, magister inżynier nawigator, morski dyplomowany oficer pokładowy, w 1977 rozpoczął służbę w Marynarce Wojennej, w latach 2014–2018 zastępca dowódcy Centrum Operacji Morskich.

## Wykształcenie
Urodził się 6 kwietnia 1958 roku w Elblągu, gdzie ukończył szkołę średnią. W latach 1977–1982 studiował na Wydziale Nawigacji i Uzbrojenia Okrętowego w Wyższej Szkole Marynarki Wojennej im. Bohaterów Westerplatte w Gdyni. W 1981 roku otrzymał promocję oficerską, a rok później tytuł zawodowy magistra inżyniera nawigatora. Jest również absolwentem Podyplomowych Studiów na Politechnice Szczecińskiej (1998), Podyplomowych Studiów Operacyjno-Strategicznych w Akademii Obrony Narodowej w Warszawie (2004) oraz Podyplomowych Studiów Polityki Obronnej w Akademii Obrony Narodowej w Warszawie (2008).

## Służba wojskowa
W 1982 rozpoczął służbę w 12. Dywizjonie Trałowców w Świnoujściu, gdzie dowodził działem okrętowym broni podwodnej, a następnie działem okrętowym nawigacyjnym na ORP „Mors”. W latach 1985–1989 pełnił obowiązki zastępcy dowódcy ORP „Bóbr”, by w roku 1989 zostać jego dowódcą.
Następnie od 1990 kontynuował służbę w Dowództwie 8. Flotylli Obrony Wybrzeża w Świnoujściu, awansując kolejno na wyższe stanowiska służbowe. Między innymi 2002 – szef Wydziału Operacyjnego, od 2004 – szef Sztabu 8 Flotylli Obrony Wybrzeża, od 2007 – zastępca dowódcy flotylli. Po ukończeniu Podyplomowych Studiów Polityki Obronnej w Akademii Obrony Narodowej w 2008 r. skierowany do służby w Dowództwie Marynarki Wojennej w Gdyni, gdzie objął stanowisko zastępcy szefa Sztabu MW. 3 maja 2009 roku awansowany na stopień kontradmirała. W latach 2009–2014 dowodził 8. Flotyllą Obrony Wybrzeża w Świnoujściu. 17 lutego 2014 r. decyzją Ministra Obrony Narodowej wyznaczony na stanowisko zastępcy dowódcy w Centrum Operacji Morskich - Dowództwie Komponentu Morskiego w Gdyni. Z dniem 6 kwietnia 2018 roku został zwolniony z zawodowej służby wojskowej, przechodząc w stan spoczynku.
Awansował kolejno na stopnie oficerskie:
- podporucznika marynarki – 1981
- porucznika marynarki – 1985
- kapitana marynarki – 1989
- komandora podporucznika – 1994
- komandora porucznika – 1999
- komandora – 2004
- kontradmirała – 2009[1]

## Odznaczenia
- Złoty Krzyż Zasługi[2],
- Morski Krzyż Zasługi
- Złoty Medal "Za Długoletnią Służbę"
- Złoty Medal „Siły Zbrojne w Służbie Ojczyzny”
- Złoty Medal „Za zasługi dla obronności kraju”
- Krzyż "Pro Mari Nostro"
- Medal „W służbie Bogu i Ojczyźnie”
- Medal XXX-lecia Związku Żołnierzy Wojska Polskiego
- Krzyż „Za Zasługi dla Związku Inwalidów Wojennych RP”
- Srebrna Odznaka „Za zasługi dla Związku Żołnierzy Wojska Polskiego”
- Odznaka „Za Zasługi dla Światowego Związku Żołnierzy Armii Krajowej”

## Życie prywatne
Jest żonaty, ma syna i córkę. Interesuje się turystyką górską i wędkarstwem.